# 십면체
십면체(十面體)는 면이 10개인 다면체를 말한다. 팔각기둥이나 팔각뿔대, 구각뿔, 사각지붕, 엇사각기둥과 맞붙인 오각뿔 즉 오각쌍뿔 등은 십면체에 속한다.